# Nelsa Curbelo
Nelsa Libertad Curbelo Cora (Montevideo, 1 de noviembre de 1941) es una activista por la paz y escritora uruguaya radicada en Ecuador.

## Biografía
Nació en Montevideo en un familia atea. A la edad de 20 años decidió bautizarse y se unió a una congregación católica en Francia en 1970. Atraída por la cultura indigenista americana se fue a Ecuador en 1970 como misionera. Allá coexistió con la discriminación militar y la reprersión a grupos indígenas. Ha sido un personaje clave en la lucha por los derechos de los indígenas; líder pacifista de la no- violencia y mediadora  en conflictos armados en 1999.
Realizó estudios de magisterio en Uruguay. Estudió teología en la Universidad de Toulouse y un posgrado en manejo de conflictos en la Universidad Santa María.
Es experta en derechos humanos, no violencia y resolución de conflictos. Es columnista del diario El Universo.
Es coordinadora de «El ser Paz», corporación no gubernamental sin filiación políticia ni religiosa establecida conforme a la legislación ecuatoriana. El objetivo de esta fundación es formar, educar, actuar en construcción de la paz, manejo de conflictos y no violencia.

En 2009 participó con el Gobierno de Rafael Correa en el plan de pacificación de los Latin Kings, Ñetas y otras bandas, logrando que sus integrantes dejen las armas y se reinserten a la sociedad. Producto de dicha participación la delincuencia bajó un 65%.
Realizó estudios de magisterio en Uruguay. Estudió teología en la Universidad de Toulouse y un postgrado en manejo de conflictos en la Universidad Santa María.
Ha sido candidata al Premio Nobel de la Paz en 2005. Fue nombrada Mujer del Año en los años 1994 ,2002 ,2005, 2006, 2007.
En 2010 obtuvo la distinción en «Excelencia educativa Fundación Fidal».

## Obra
- Con el pueblo de camino (2003)
- Aprender en el conflicto (participación)